# Paúles de Sarsa
Paúles de Sarsa ist ein spanischer Ort in der Provinz Huesca der Autonomen Gemeinschaft Aragonien, der zur Gemeinde Aínsa-Sobrarbe gehört. Der Ort auf 861 Meter Höhe liegt circa 12 Kilometer südwestlich von Aínsa. Paúles de Sarsa hatte im Jahr 2019 nur 18 Einwohner. 

## Sehenswürdigkeiten
- Pfarrkirche San Miguel, erbaut im 17. Jahrhundert

## Weblinks

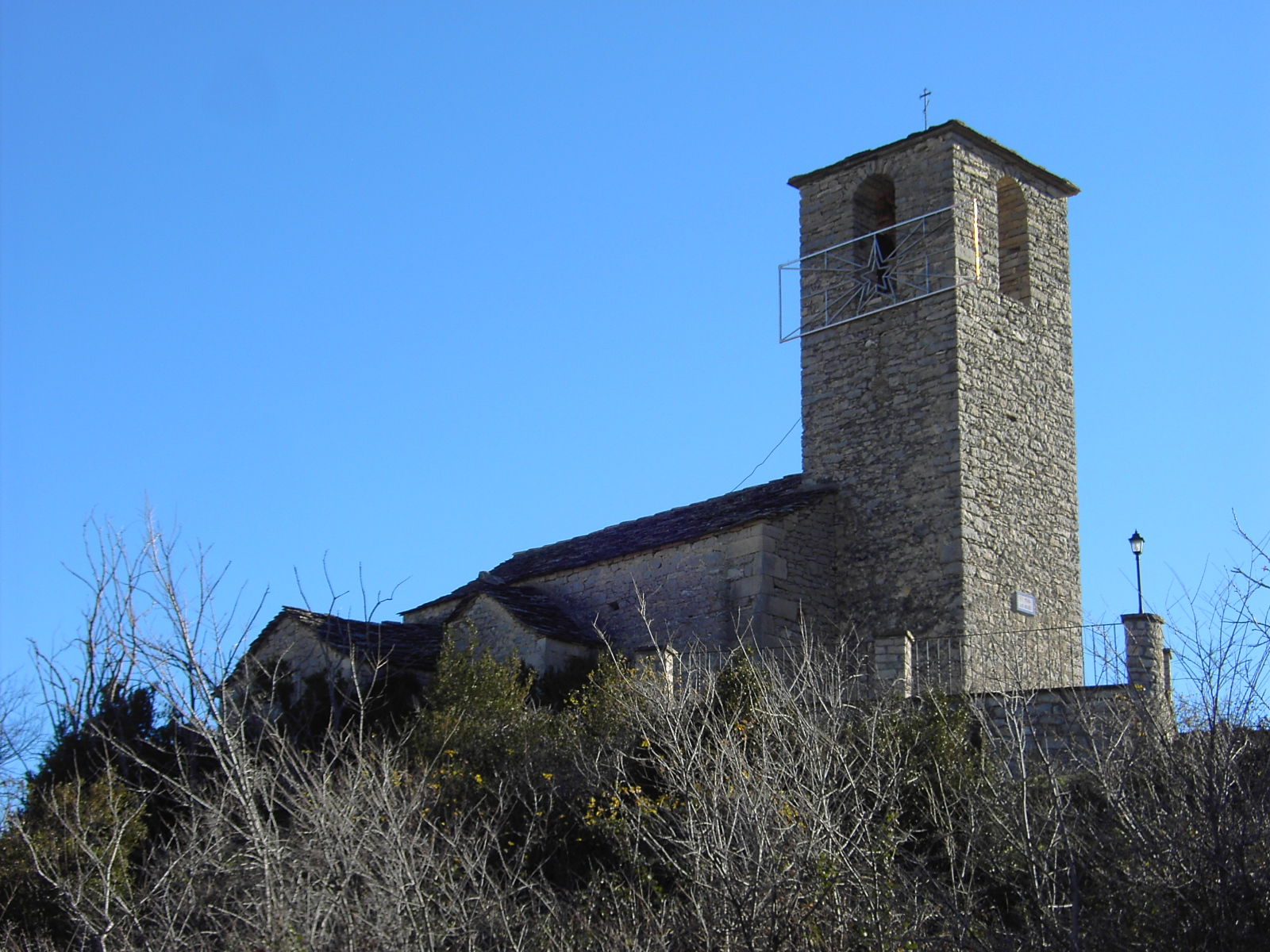
Kirche San Miguel